# 大蘭格拉本河

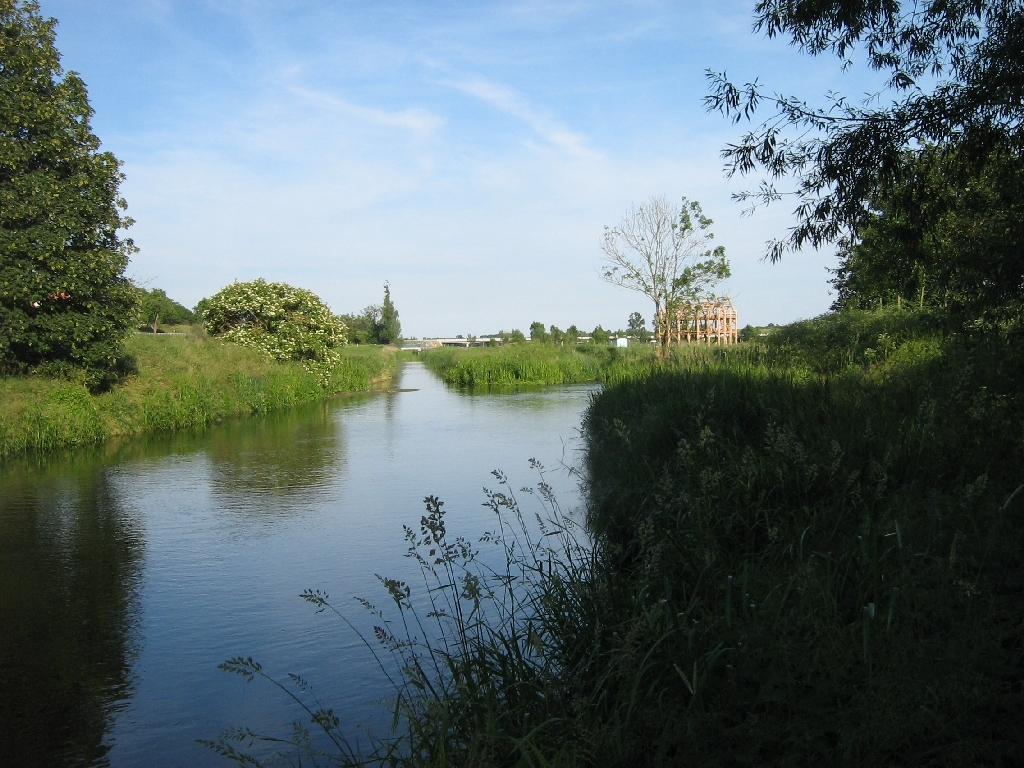
大蘭格拉本河

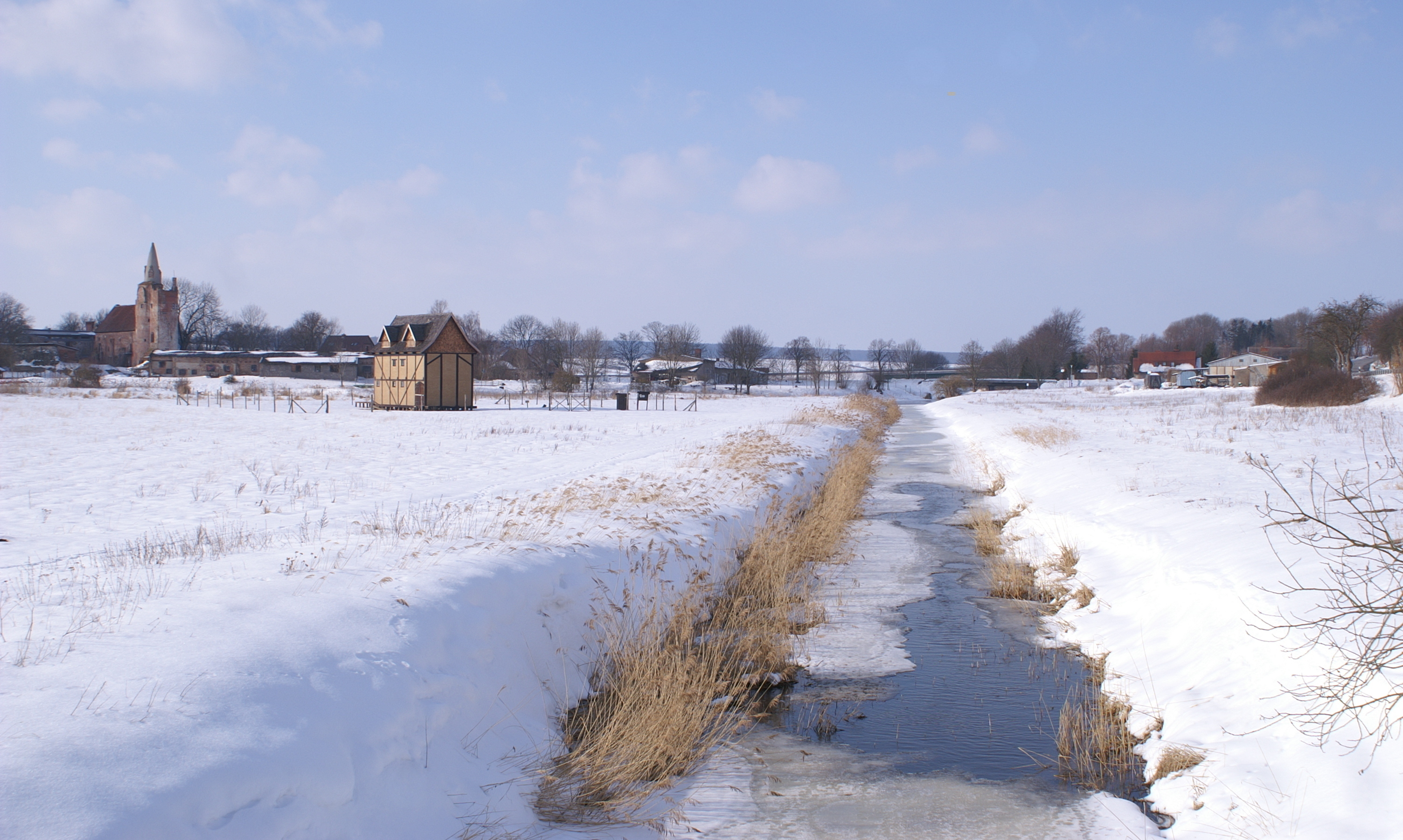
冬季局部結冰

大蘭格拉本河（德語：Großer Landgraben），是德國的河流，位於該國東北部，由梅克倫堡-前波美拉尼亞州負責管轄，屬於托倫瑟河的支流，河道全長11公里，發源自錫登博倫廷。